# کرونوتسکی
کرونوتسکی (به روسی: Кроноцкая сопка) آتشفشانی چینه‌ای به ارتفاع تقریبی ۳۵۲۸ متر واقع در شبه‌جزیره کامچاتکا در خاور دور روسیه است.

## مشخصات
کرونوتسکی آتشفانی است مخروطی‌شکل و متقارن که در منطقه‌ای بین اقیانوس آرام و دریاچه کرونوتسکی، بزرگترین دریاچهٔ کامچاتکا که در اواخر دورهٔ پلیستوسن و اوایل دورهٔ هولوسن در نتیجهٔ انسداد رود ایستونیچنایا بر اثر ورود جریان عظیم گدازه از بخش جنوبی آتشفشان به آن تشکیل شده است قرار دارد. این آتشفشان عمدتاً در اواخر دورهٔ پلیستوسن شکل گرفته است و از منظر ریخت‌شناسی می‌توان آن را با آتشفشان‌های اوپالا و کوریاکسکی مقایسه نمود.
کرونوتسکی یکی از بزرگترین آتشفشان‌ها در شبه‌جزیرهٔ کامچاتکاست و دره‌هایی شعاعی به عمق ۲۰۰ متر دامنه‌های آن را قطع می‌کنند. مخروط‌های خاکستر در دامنه‌های شمالی و بیشتر در دامنه‌های جنوب شرقی و جنوب غربی آن یافت می‌شود. گدازه‌های آتشفشانی کرونوتسکی بیشتر از جنس بازالت هستند مگر در مواردی همچون گدازه‌های خارج‌شده از قله که جنسی بازالتی-آندزیتی دارد. شیب‌های پایینتر آتشفشان از بوته‌هایی انبوه پوشیده شده‌است.
در سال‌های ۱۹۲۲ و ۱۹۲۳ فوران‌هایی ضعیف در کرونوتسکی از سوی شکارچیان محلی گزارش شده باوجود این در مطالعات انجام‌گرفته در پای آتشفشان، نهشته‌هایی با این سن یافت نشده‌است.